# Moaula United FC
El Moaula United FC es un equipo de fútbol de Samoa que juega en la Liga Nacional de Samoa, la primera división de fútbol en el país.

## Historia
La primera aparición registrada de Moaula en la Liga Nacional de Samoa fue en la temporada 2001. No se conoce su posición final en la liga, pero se sabe que perdieron 3-0 ante Strickland Brothers Lepea y 13-1 ante Goldstar Sogi, los eventuales subcampeones y ganadores de la liga respectivamente, resultados que ayudaron, presumiblemente, a que descendieran, ya que no compitieron en la competencia de las temporadas siguientes. Su siguiente aparición registrada en la liga nacional fue en 2008, donde, aunque no se conoce su posición final, ganaron la Copa del Presidente, derrotando a Adidas Soccer Club en la primera ronda de partidos.
En la temporada 2009-10 consiguieron su primer (y hasta la fecha único) campeonato nacional. ganando 18 de 22 partidos y superando a Cruz Azul por cinco puntos. En esta temporada también terminaron subcampeones en la Copa Samoa, perdiendo 3-1 ante Kiwi en la final. La temporada siguiente no pudieron defender su título, terminando como subcampeones ante Kiwi. No se conoce su posición la temporada siguiente, pero terminaron subcampeones nuevamente en 2012-13, esta vez ante Lupe ole Soaga. Durante esta temporada, anotaron 149 goles en 22 partidos y Rudy Gosche fue el máximo goleador de la liga.

## Palmarés
- Liga Nacional de Samoa: 1

2009/10